# La Madone de la mer
La Madone de la mer (en italien : Madonna del Mare) est une peinture religieuse de Sandro Botticelli ou de Filippino Lippi, datant de 1480 - 1481 environ, conservé à la  Galleria dell'Accademia à Florence.

## Histoire
L'œuvre provient du couvent de Santa Felicita à Florence. Certains repeints empêchent une évaluation correcte de la peinture qui a été attribuée soit à Sandro Botticelli (Ulmann, 1893) ou au jeune Filippino Lippi (Ronald Lightbown).

## Thème
L'œuvre reprend un des thèmes de l'iconographie chrétienne, celui de la Vierge Marie représentée avec l'Enfant Jésus tenant une grenade.

## Description
La Vierge, au centre de la composition est représentée assise sur un banc, pensive, habillée d'un habit bleu avec une étoile brodée vers l'épaule gauche et d'une chemise rouge. Sur sa tête, elle porte le voile transparent typique de l'art de Botticelli. Marie tient affectueusement sur ses genoux l'Enfant qui la regarde et son visage légèrement tourné vers la droite regarde dans le lointain, évitant le regard du spectateur. La scène se déroule dans une chambre ;  une fenêtre s'ouvre sur un paysage de bord de mer avec en arrière-plan un ciel clair.
L'œuvre doit son nom au paysage marin visible en arrière-plan à travers la fenêtre. L'Enfant tient à la main droite une grenade ouverte dont  il a détaché quelques graines qu'il goûte de sa main gauche.
Les personnages sont auréolés.
Les nombreuses études et interventions de restauration n'ont pas permis de répondre clairement à la question de l'attribution.

## Analyse
La grenade est le symbole de la fertilité et de la divinité de Marie et la couleur rouge des graines préfigure le sang de la Passion.
Le rapport avec la mer est en outre lié à un des surnoms de Marie  « Stella maris ».
L'habillement et le voile de marie sont typiques de Botticelli ainsi que la physionomie de l'Enfant avec des formes arrondies et une expression de légère mélancolie.
Les lignes sont souples et élégantes, le sentiment calme et apaisé, encore éloigné de l'intensité expressive de la production finale de l'artiste.
Néanmoins, les rappels au linéarisme de Filippo Lippi[réf. nécessaire], mûris avec une plasticité plus énergique modelée sur les exemples de Andrea del Verrocchio sont évidents.

## Sources
- (it) Cet article est partiellement ou en totalité issu de l’article de Wikipédia en italien intitulé « Zoagli#Madonna del Mare » (voir la liste des auteurs).